# POST Card
POST-карта (иногда называют POST-тестером или POST-платой) — плата расширения, имеющая собственный цифровой индикатор и выводящая на него коды инициализации материнской платы. По последнему выведенному коду можно определить, в каком из компонентов имеется неисправность. Данные коды зависят от производителя BIOS материнской платы. В случае отсутствия ошибок и нормального прохождения теста POST выдаёт на свой индикатор не меняющееся на протяжении работы компьютера значение, зависящее от версии BIOS, например, на большинстве плат по окончании инициализации выдаётся код FF.
POST-тестер может быть выполнен во множестве вариантов. Например, POST Code Dual имеет дисплей-индикатор с двух сторон, поэтому нет необходимости в извлечении материнской платы для прочтения информации с индикатора. Также на всех POST-тестерах установлены светодиоды, показывающие наличие напряжения +5, +3,3 +12, −12 и светодиод сигнала RESET (имеется в виду не перезагрузка кнопкой «Reset»). Иногда бывают добавлены и другие индикаторы. POST-тестеры имеют разные разъёмы для подключения, например PCI, ISA (более старые модели), miniPCI (ноутбуки) и даже LPT (для материнских плат, которые передают POST-сигнал на порт LPT).
Порт вывода POST-сигнала — 80h, но могут быть и другие (кстати, некоторые тестеры имеют настройку порта), чаще всего 81h.